# Терујоши Ито
Терујоши Ито (јап. 伊東 輝悦; 31. август 1974) јапански је фудбалер.

## Каријера
Током каријере је играо за Шимицу С-Пулс, en, en, en.

## Репрезентација
За репрезентацију Јапана дебитовао је 1997. године. Наступао је на Светском првенству (1998. године) с јапанском селекцијом. За тај тим је одиграо 27 утакмица.

## Статистика
| Јапан  | Јапан   | Јапан  |
| Година | Наступи | Голови |
| ------ | ------- | ------ |
| 1997.  | 1       | 0      |
| 1998.  | 1       | 0      |
| 1999.  | 7       | 0      |
| 2000.  | 7       | 0      |
| 2001.  | 11      | 0      |
| Укупно | 27      | 0      |

## Трофеји

### Клуб
- Лига Куп Јапана (1): 2001.
- Царски куп (1): 1996.